# Нижньопсільський заказник
Нижньопсі́льський заказник — ландшафтний заказник загальнодержавного значення в Україні. Об'єкт природно-заповідного фонду Полтавської області. 
Розташований у межах Кременчуцького району Полтавської області, між селами Омельник, Запсілля та Гуньки, що на північний схід від міста Кременчука. 
Площа 504 га. Створений 1994 року. Перебуває у віданні Кременчуцького держлісгоспу. 
Охороняється ділянка заплави річки Псла зі смугою заплавного лісу, який тягнеться вздовж річки. Зростає занесений до Червоної книги України рябчик малий. На значних площах зростає конвалія травнева. Багато лікарських рослин: крушина, глід, жостір, хміль та інші. 
Багата фауна заказника. Водиться 209 видів наземних хребетних, серед яких 13 видів, занесених до Червоної книги України (наприклад видра річкова), 5 видів занесених до Європейського червоного списку та 10 регіонально рідкісних. Тут живуть куниця кам'яна та лісова, сарна європейська, лисиця руда, свиня дика та інші. 
З птахів тут водиться 141 вид. Висока щільність гніздування співочих птахів.

## Галерея

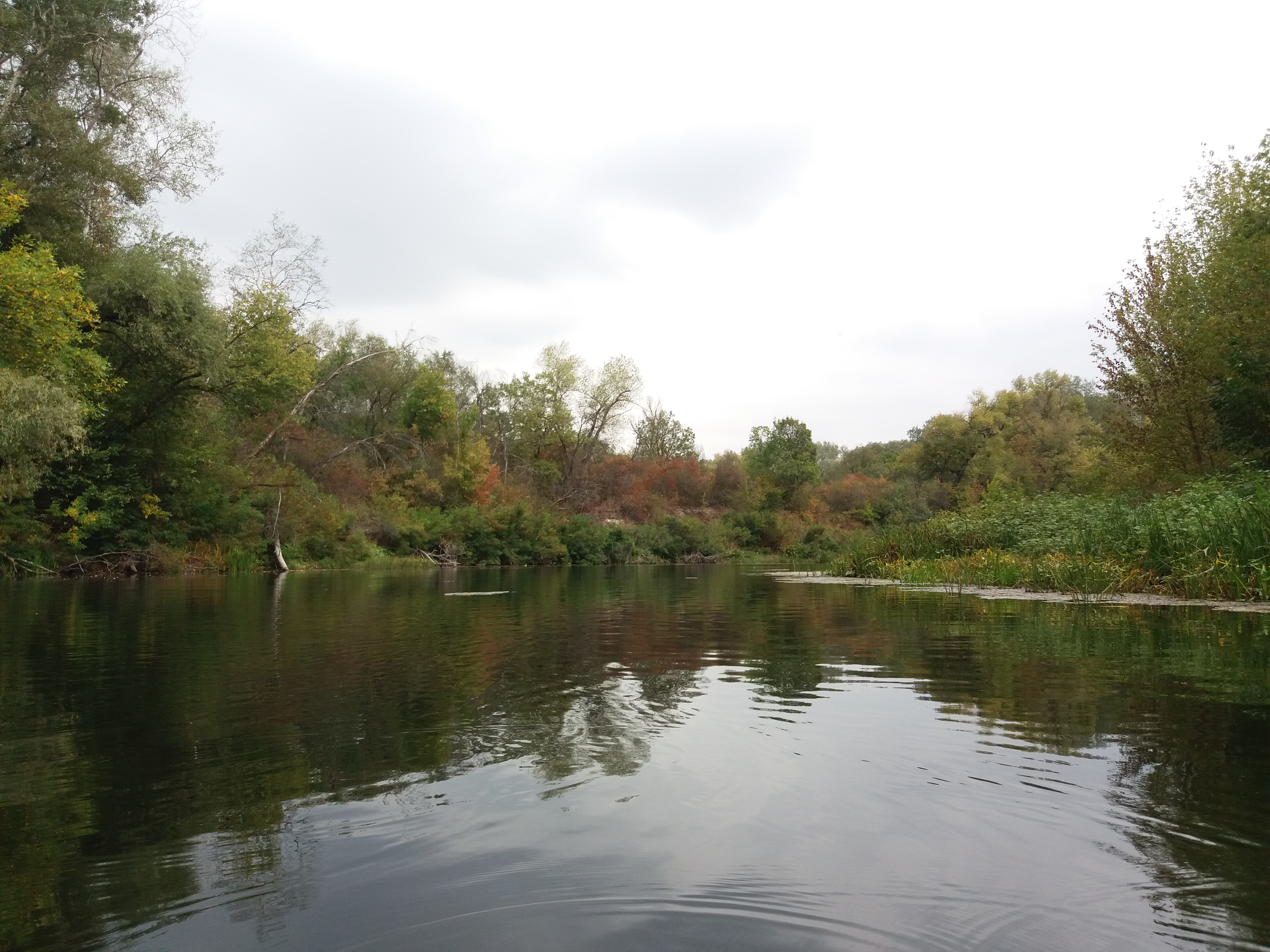
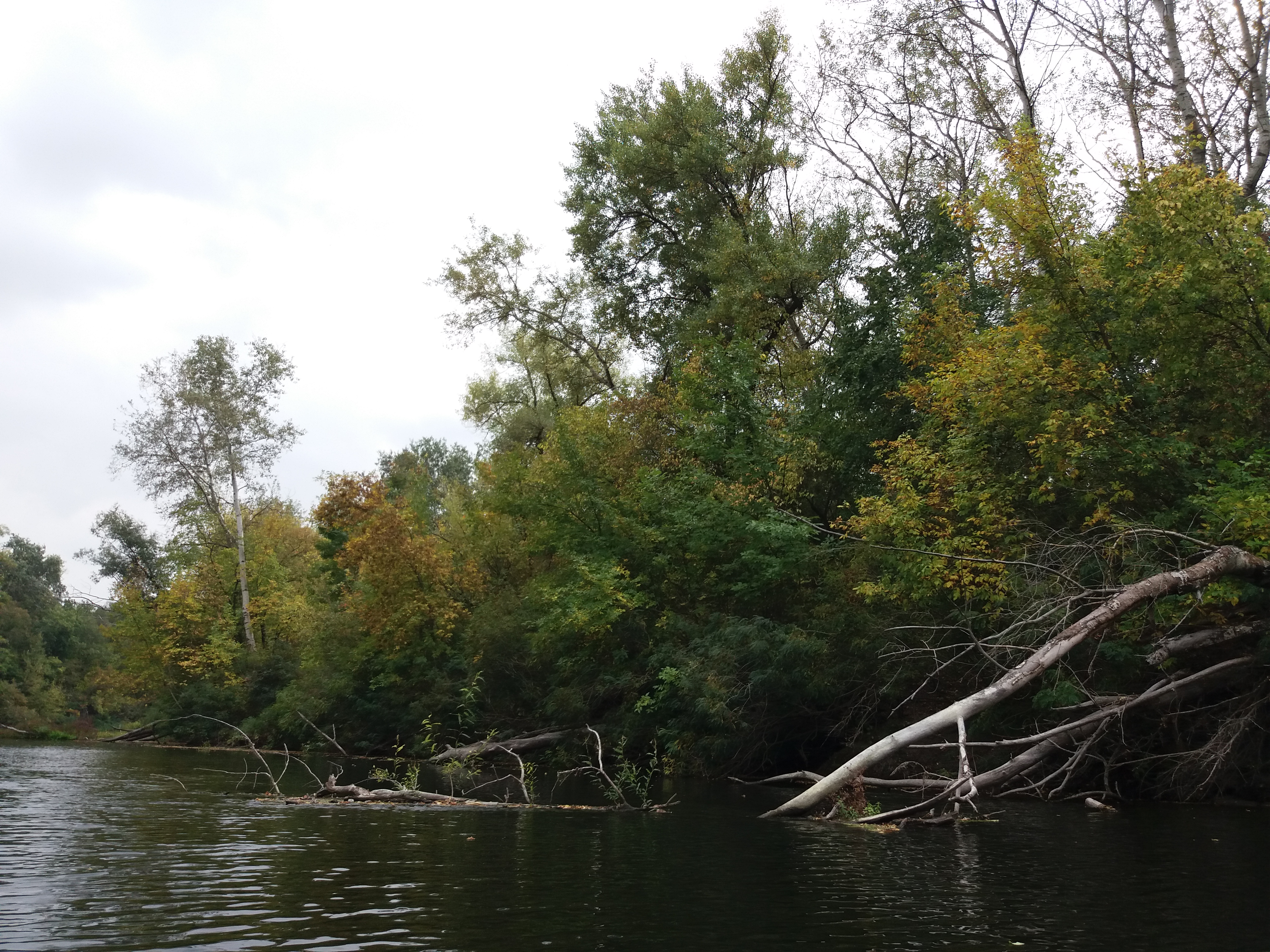
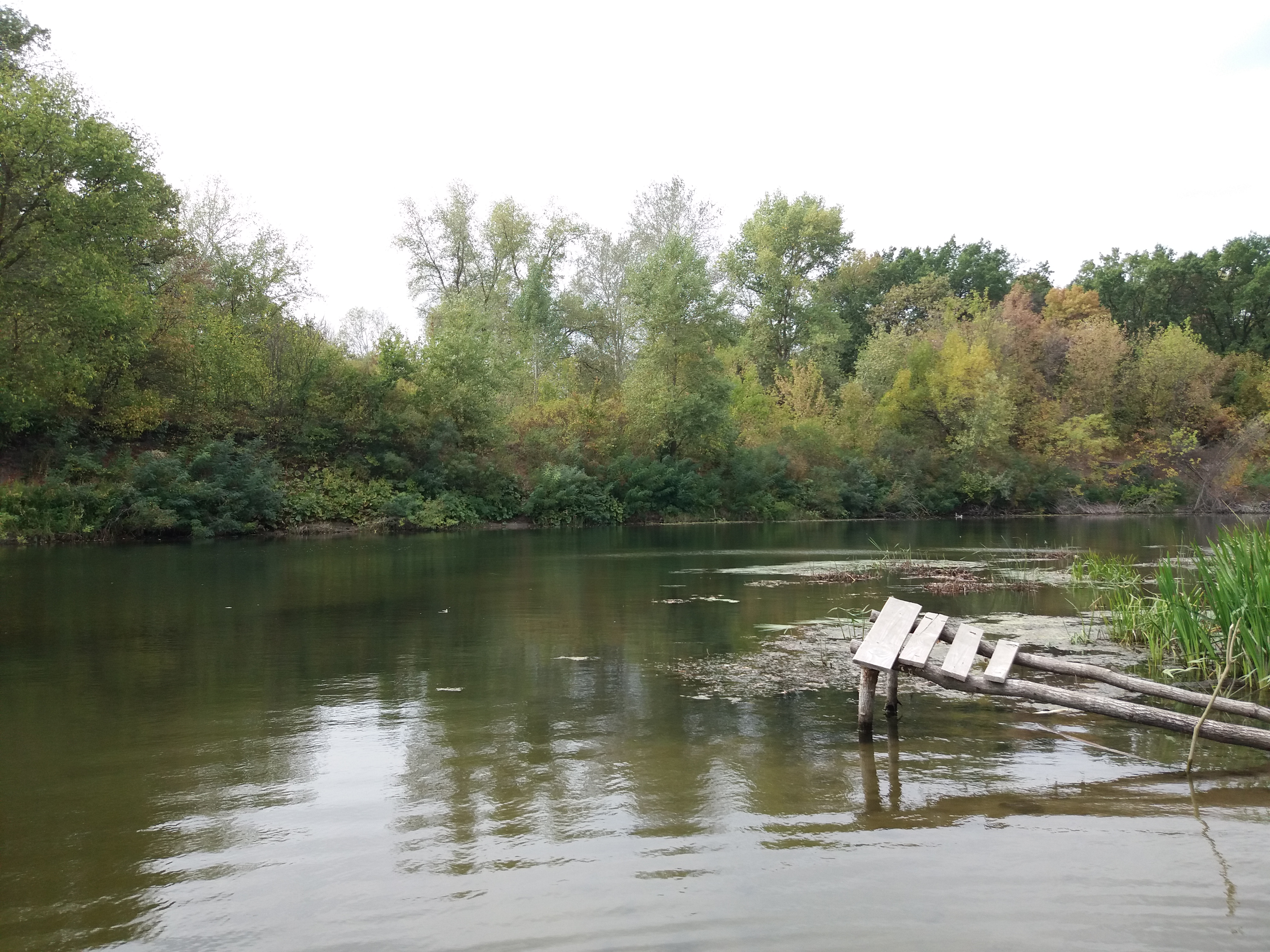